# Milena Rudnyzka

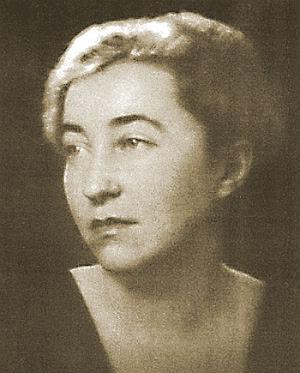
Milena Rudnyzka vor 1930

Milena Iwaniwna Rudnyzka (ukrainisch Мілена Іванівна Рудницька; * 15. Juli 1892 in Sboriw, Kronland Königreich Galizien und Lodomerien, Österreich-Ungarn; † 29. März 1976 in München, Deutschland) war eine ukrainische politische Aktivistin, Pädagogin, Journalistin und Schriftstellerin, polnische Parlamentsabgeordnete und Feministin.

## Leben
Milena Rudnyzka kam als Tochter eines Notars in Sboriw in der heute ukrainischen Oblast Ternopil zur Welt. Als sie zehn Jahre alt war, starb ihr Vater und die Familie zog nach Lemberg, wo sie das polnische Privatgymnasium absolvierte.
Sie absolvierte 1910 die philosophische Fakultät der Universität Lemberg und besuchte zwischen 1910 und 1917 die Universität Wien, wo sie in Philosophie promovierte. Von 1921 bis 1928 lehrte sie an der Höheren Pädagogischen Schule in Lemberg, gab diese Arbeit aber später auf, um sich ausschließlich der öffentlichen und politischen Arbeit zu widmen.
In der Zwischenkriegszeit wurde sie eine der führenden Aktivisten der Westukrainischen Frauenbewegung.
Von 1924 bis 1928 war sie Mitglied des Vorstandes der Organisation der Frauen mit Hochschulbildung in Lwiw und von 1928 bis 1939 war sie Vorsitzende des Zentralvorstandes der Union der ukrainischen Frauen (Союз українок). 1934 war sie eine der Organisatoren des Ersten Ukrainischen Frauenkongresses in Stanisławów und von 1935 bis 1939 gab sie die zweiwöchig erscheinende Zeitschrift Frau heraus. Zwischen 1937 und 1939 war sie die Präsidentin des Weltbundes der ukrainischen Frauen. Außerdem vertrat sie die ukrainische Frauenbewegung bei den Kongressen des Internationalen Frauenbundes des Friedens und der Freiheit (1921 in Wien; 1926 in Dublin und 1929 in Prag) und 1939 bei der Internationalen Frauenunion in Berlin und 1933 in Marseille.

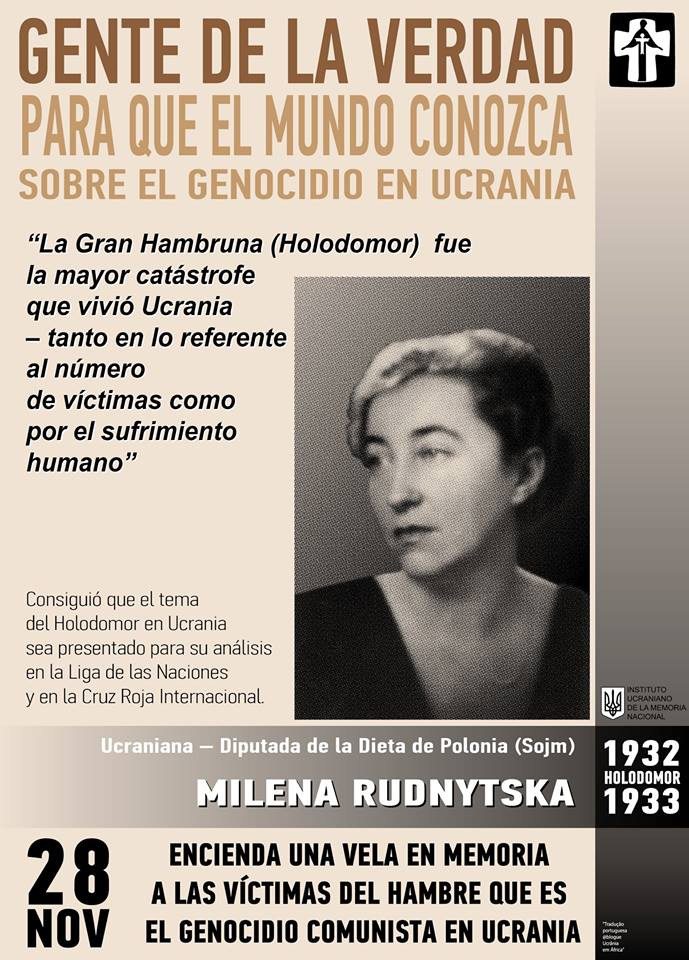
Damit die Welt es erfährt. „Die große Hungersnot (der Holodomor) war die größte Katastrophe in der Ukraine, sowohl was die Zahl der Opfer als auch das menschliche Leid betrifft.“ Milena Rudnytska hat dafür gesorgt, dass der Fall des Holodomor in der Ukraine dem Völkerbund und dem Internationalen Roten Kreuz vorgetragen wurde.

Sie war, wie auch ihr Mann Pawlo Lyssjak, einer der Gründer des Ukrainischen Nationaldemokratischen Verbandes (UNDO) (ukrainisch УКРАЇНСЬКЕ НАЦІОНАЛЬНО-ДЕМОКРАТИЧНЕ ОБ'ЄДНАННЯ (УНДО)), der größten ukrainischen politischen Partei in Galizien und Polen, und von 1927 bis 1935 war sie Mitglied des Zentralkomitees der Partei. Als solches war sie während der zweiten und dritten Legislaturperiode von 1928 bis 1935 Abgeordnete der polnischen Sejm. In ihrer Funktion als Mitglied der ukrainischen parlamentarischen Vertretung reichte sie beim Völkerbund Petitionen ein, vor allem zur polnischen Befriedung der Westukraine und die stalinschen Hungersnot in der Ukrainischen SSR. Im September 1933 war Rudnyzka auf dem IX. Europäischer Nationalitätenkongress in Bern eine der ersten, die der Holodomors auf internationaler Ebene ansprach.
Seit der sowjetischen Besetzung Ostpolens lebte sie im Exil. Anfangs in Krakau (1939–1940), dann von 1940 bis 1943 in Berlin, anschließend bis 1945 in Prag, daraufhin bis 1946 im österreichischen Feldkirch und bis 1950 in Genf. Von Genf ging sie bis 1958 nach New York, hielt sich anschließend bis 1959 in Rom auf und ging schließlich nach München, wo sie bis zu ihrem Lebensende geblieben ist.
Rudnyzka verfasste mehr als 60 Publikationen und polemische Artikel zu Bildungs-, Kultur- und feministischen Themen, darunter die Bücher
Українська дійсність і завдання жінки Ukrajinska dijsnist i sawdannja schinky, zu Deutsch: Die ukrainische Realität und die Aufgaben der Frauenbewegung, Lwiw 1934,
Західня Україна під большевиками Sachidnja Ukrajina pid bolschewykamy, zu Deutsch: Die westliche Ukraine unter den Bolschewiki, Sammlung, New York 1958,
Дон Боско: Людина, педагог, святий Don Bosko: Ljudyna, pedahoh, swjatyj, zu Deutsch Don Bosco: Mann, Pädagoge und Heiliger, Rom 1963 und Невидимі стигмати Newydymi styhmaty, zu Deutsch Die unsichtbaren Stigmata, Rom-München-Philadelphia 1971.
Sie starb 83-jährig in München und wurde zunächst dort bestattet. Am 20. September 1997 wurde sie in das Familiengrab auf dem Lytschakiwski-Friedhof in Lwiw umgebettet.

## Familie
Milena Rudnyzka war die Schwester des Historikers, Politikers und Journalisten Iwan Kedryn (Іван Кедрин 1896–1995), des Komponisten und Pianisten Antin  Rudnyzkyj (Антін Іванович Рудницький 1902–1975) sowie von dem Literaturkritiker, Schriftsteller, Dichter und Übersetzer Mychajlo Rudnyzkyj (Михайло Іванович Рудницький 1889–1975).
Sie war die Ehefrau des ukrainischen politischen Aktivisten, Rechtsanwalts und Journalisten Pawlo Lyssjak (Павло Лисяк 1887–1948) und Mutter des Historikers, Politologen und Publizisten Iwan Lyssjak-Rudnyzkyj (Іван Лисяк-Рудницький 1919–1984).